# Northwood, New South Wales
Northwood este o suburbie în Sydney, Australia.